# (594) Mireille
Pour les articles homonymes, voir Mireille.
(594) Mireille est un astéroïde de la ceinture principale découvert par Max Wolf le 27 mars 1906 .
Il a été ainsi baptisé en référence à l'œuvre Mireille, du poète provençal Frédéric Mistral (1830-1914).